# Snooker
Snooker är en form av biljard, uppfunnen 1875 i Indien av överste sir Neville Francis Fitzgerald Chamberlain (inte att förväxla med Neville Chamberlain, den brittiske premiärministern). Utmärkande för snooker är bland annat ett större biljardbord samt att det finns 15 röda bollar som ska sänkas innan man skjuter ner de färgade. 
Länge var snooker en ganska ouppmärksammad sport. Efter att sändningar i färg-TV började i slutet på 1970-talet tog dock populariteten fart och snooker var en av Storbritanniens största TV-sporter på 1980-talet. Till Sverige kom sporten under den tiden på initiativ av Kim Hartman.[källa behövs]
Spelets namn kommer från ett sätt att få motspelaren att göra misstag: om en spelare lägger undan köbollen (vit) så att motspelaren inte kan träffa korrekt boll sägs det att motspelaren är "snookrad" (ungefär ställd, lurad), på svenska "i mask". Det engelska ordet "snooker" är ett militärt slanguttryck för en förstaårskadett eller en allmänt oerfaren person. 
Substantivet "snook" är också namn på flera olika fisksorter.

## Regler

### Spelets grunder
Målet med spelet är att vinna fler frames (upplägg av alla bollar på bordet) än motståndaren, vilket ger matchvinst. Ett frame vinns genom att en spelare får fler poäng än motståndaren. Detta innebär ofta, men inte alltid minst 60-70 poäng, åtminstone om många av poänggivningarna gjort genom den mest poänggivande sänkningsföljden med röd boll → svart boll → röd boll etc.
Kortare eller längre delar av ett frame kan dock bestå av en mängd defensivstötar (engelska: safety shots). Då träffar en eller båda spelare en röd boll men placerar därefter köbollen så undangömt som möjligt. Denna spelstil är vanlig när inga röda bollar med lätthet kan sänkas och spelaren/spelarna inte vill "bjuda in" motståndaren i matchen genom att lämna köbollen så att motståndaren lätt kan inleda en poänggivande stötserie (break).

### Redskap
| Färg  | Värde   |
| ----- | ------- |
| Vit   | Köboll  |
| Röd   | 1 poäng |
| Gul   | 2 poäng |
| Grön  | 3 poäng |
| Brun  | 4 poäng |
| Blå   | 5 poäng |
| Rosa  | 6 poäng |
| Svart | 7 poäng |

Antalet deltagare är oftast två, dock finns det matcher där det spelas två mot två. Bordet är betydligt större än ett normalt biljardbord (spelytan mäter 12×6 fot, eller 365,8×182,9 cm). Fickor och bollar är mindre än i andra biljardvarianter; de båda hålen längs långsidorna på biljardbord benämns på svenska som vänster miljö respektive höger miljö, efter franskans ord för mitt (milieu). Bollmängden består av 15 röda och sex färgade – i snooker betyder färgad boll svart plus alla kulörer utom vit och röd) samt en vit köboll. De röda bollarna är värda en poäng vardera och de färgade mellan två och sju.

### Grunder i poänggivning
Spelaren använder en kö för att träffa köbollen, vilken i sin tur ska träffa någon av poängbollarna. Spelaren börjar med att försöka sänka (även: göra) en röd boll för 1 poäng. Om spelaren lyckas får spelaren gå vidare till att försöka göra en färgad för mellan 2 och 7 poäng. Lyckas spelaren igen plockas den färgade bollen upp, återplaceras på sin bestämda plats och sedan är det tillbaka till röd. Så fortsätter det tills alla 15 röda bollar är borta från bordet. Därefter gör man de färgade i poängordning, från gul för 2 poäng till svart för 7 poäng. Om man misslyckas med att göra en boll är det den andra spelarens tur att försöka.
Om spelaren gör en regelvidrig stöt – till exempel träffar fel poängboll med köbollen eller om köbollen förlöper ner i ett hål – kallas det foul, och motspelaren tilldelas foulpoäng. Normal foulpoäng är 4 men om blå, rosa eller svart boll är inblandad får motståndaren lika många poäng som den inblandade bollen. 

### Objektboll/Ball on
Den bollen som spelaren ska spela på kallas ball on på engelska (på svenska används ofta termen objektboll; jämför den allmänna biljardtermen dessängboll). Då en spelare kommer till bordet är ball on alltid en av de röda bollarna – så länge de finns kvar – därefter den lägsta färgade. När spelaren har sänkt en röd boll ska spelaren spela på en färgad. Om det inte är självklart vilken färgad boll spelaren avser träffa nomineras ball on som sedan måste träffas.

### Fri boll
Om den vita köbollen efter en foul ligger så att ingen spelbar boll kan träffas i en rak linje på ömse sidor får spelaren välja vilken annan boll som helst som fri boll. Spelaren får då nominera en färgad boll istället för den han egentligen skulle spela på – röd eller färgad – och denna blir då spelbar som fri boll. Om denna sänks återplaceras den på sin prick och spelet fortsätter därefter som vanligt. 

### Black ball game
När man kommer fram till sista svart och det skiljer mer än 7 poäng är framet över och spelaren som ligger under har inte rätt att fortsätta. Om det skiljer 7 poäng eller mindre börjar ett så kallat black ball game: den första som sänker svart boll vinner framet. Om någon gör en foul på svart vinner den andra spelaren även om det skiljer mindre än 7 poäng efter foulpoängen lagts till. Om det är oavgjort efter svart spelats i läggs svart upp på sin prick (respotted black) och man spelar tills någon spelar i svart eller gör en foul.

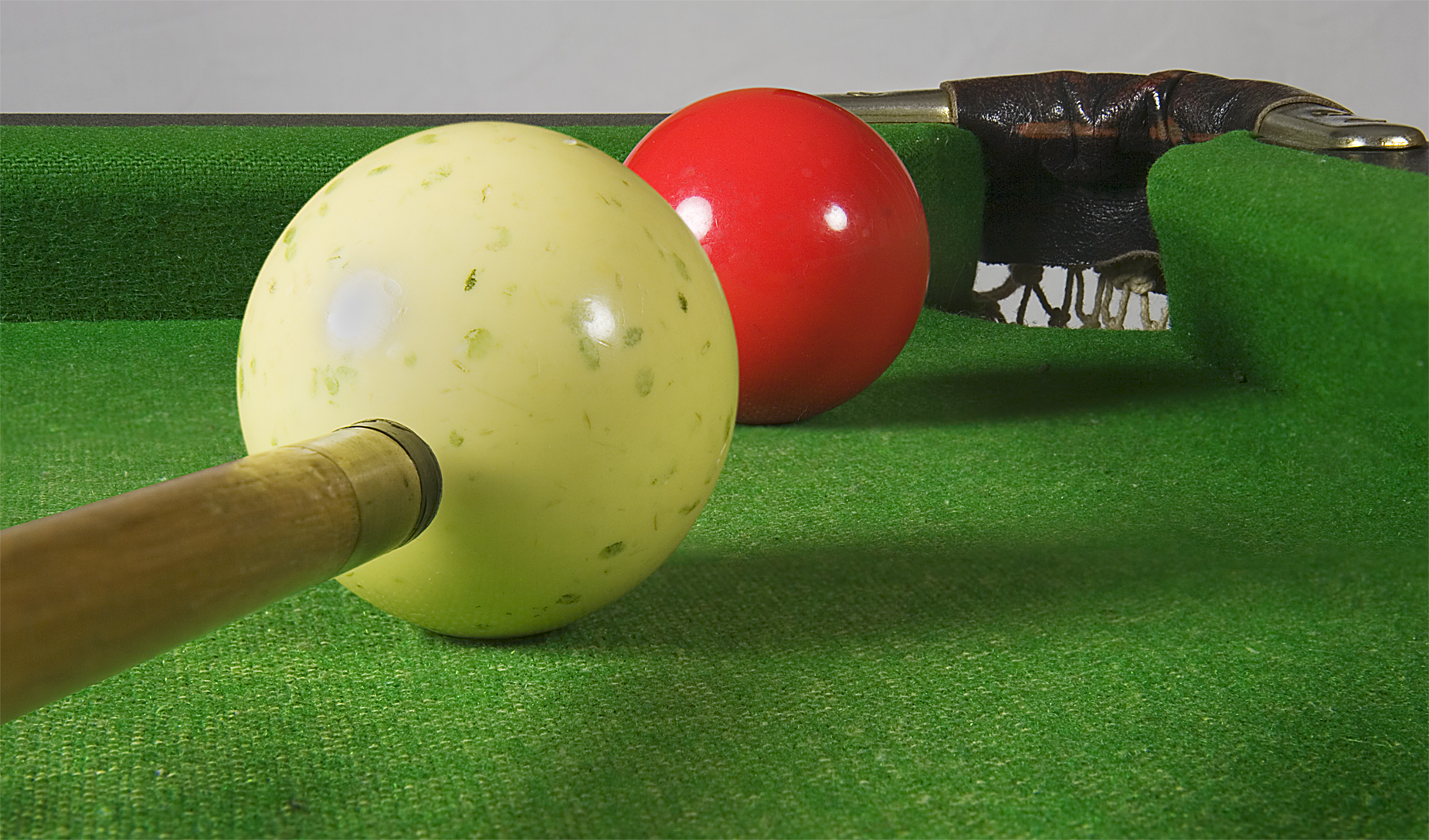
Spelaren håller på att sänka en röd boll

### Maximumbreak och century
När man räknar poängen brukar man, förutom spelarnas totala poäng i varje frame, även bokföra hur många poäng spelarna tar i obruten följd, ett så kallat break. Lyckas man sänka alla 15 röda och varje röd följs av svart får man 120 poäng (15×1 + 15×7 = 120). Gör man sedan de färgade bollarna i poängordning får man ytterligare 27 poäng (2+3+4+5+6+7 = 27). Det maximala antalet poäng man kan ta i ett break är i normalfallet följaktligen 147 (120+27 = 147) vilket kallas för ett maximumbreak.
Det går att överskrida 147 poäng i ett break. Om en spelare gör en foul med alla 15 röda bollar kvar på bordet och samtidigt snookrar motståndaren så får denne fri boll. Han kan då sänka en färgad som röd, sedan en färgad och sedan få upp till 147 poäng genom att sänka övriga bollar. Maximalt går det att på detta vis få 155 poäng om man efter fribollen sänker svart (1+7=8 poäng) och sedan gör ett "normalt" maximumbreak för 8+147=155 poäng. Detta har emellertid aldrig hänt inom professionell tävlingssnooker. Högsta break i en professionell match är 148, uppnått av Jamie Burnett i kvaltävlingarna inför UK Championship 2004.
Att göra ett "century" innebär att en spelare gör 100 poäng i följd i ett break. Ett century är ett drömmål i snooker.

### Matchens längd
En snookermatch spelas oftast i ett ojämnt antal frame, vilket ungefär motsvaras av set i till exempel tennis. Vid Premier League spelas det 6 frame, så matchen kan sluta allt ifrån 6-0 till 3-3. Malta Cup 2008 spelades likadant, alltså 6 frames. Vid början av varje frame läggs bollarna upp på sina bestämda positioner på bordet; gul på sin särskilda så kallade "prick", grön på sin prick, och så vidare. En spelare vinner ett frame om spelaren leder med mer än sju poäng när endast den svarta bollen samt köbollen ligger kvar på bordet.
Antalet frame som spelas i en match varierar från tävling till tävling. Det beror även på hur långt i tävlingen man har kommit, exempelvis spelas semifinaler och finaler oftast om fler frames än matcherna i tävlingens grundomgång. Den som vinner mer än hälften av det maximala antalet frame, har vunnit matchen.

## Spelvarianter

### 6-red Snooker
I en kortare variant kan man spela snooker med bara 6 röda bollar. 2009 spelades för första gången VM i den här varianten och vinnaren blev Mark Davis som vann med 6-3 över Mark Williams i finalen. Högsta break man kan uppnå är 85 och är inte så svårt för rutinerade snookerproffs och det förekommer flera sådana i världsmästerskapen.

### Power Snooker
2010 presenterades den nya varianten Power Snooker. I detta spel räknar man inte frames utan endast poäng under en halvtimme. Man spelar med 9 röda bollar som läggs på bordet i diamantform (som i 9-ball). Den mittersta röda bollen har en powersymbol. Den är speciell, för sänks denna kommer alla bollar som därefter sänks att räknas dubbelt under 30 sekunder (s.k. Power-spel). Alla stötar där vit spelas bakom kvarterslinjen räknas också dubbelt. Spelar man bakom kvarterslinjen samtidigt som Power-spel är igång räknas poängen fyrdubbelt. På samma sätt kan man också få upp till 4-dubbel straffpoäng om man gör någon form av ogiltig stöt. I övrigt plockar man sina poäng enligt samma regler som vanlig snooker. Den med flest poäng efter 30 minuter vinner matchen. Vid lika spelar man om svart precis som när ett frame i vanlig snooker slutar oavgjort. Ronnie O'Sullivan vann det första och Martin Gould det andra av de två världsmästerskap som hittills hållits 2010 och 2011.

### Snooker plus
| Färg   | Värde    |
| ------ | -------- |
| Orange | 8 poäng  |
| Lila   | 10 poäng |

Snooker plus är en variant med två bollar mer än vanlig snooker. En orange boll som ger 8 poäng, och en lila som ger 10 poäng. Detta gör att maximumbreaket höjs till 210. Varianten skapades av Joe Davis 1959 men lyckades aldrig bli särskilt populär.

### Snooker Shoot-Out
Snooker Shoot-Out är en variant som spelas på tid, ett frame på 10 minuter där spelarna måste göra en stöt inom 15 sekunder (första fem minuterna) respektive 10 sekunder (sista fem minuterna). Sedan snookersäsongen 2016/2017 spelas tävlingen som en rankingturnering på proffstouren.

### Uppvisningar, "trick shot"
Snooker spelas (i likhet med andra biljardsporter) även i form av uppvisningsmatcher mellan spelare i underhållningssyfte. En liknande underhållningsform är uppvisningar av en spelare som ska utföra "omöjliga" konststötar (engelska: trick shots) i olika upplagda lägen. I biljard-sammanhang finns även en turneringsserie där specialister på konststötar deltar.

## Snookerspelare
Joe Davis dominerade under de tidiga åren och vann de första 15 världsmästerskapen under åren 1927–1946. Under 50-talet vann Fred Davis VM sex gånger. John Pulman anses som den främste spelaren på 60-talet och Ray Reardon på 70-talet med sex VM-vinster.
Dominanten på 80-talet var Steve Davis som vann 6 VM. Han utmanades framförallt av Dennis Taylor och Alex Higgins och senare också John Parrott och Jimmy White. Den mest klassiska VM-finalen spelades 1985 mellan Steve Davis och Dennis Taylor. Matchen slutade 18-17 till Taylor och spelades hela vägen till sista svart i sista framet, som tog 68 minuter. Jimmy White blev mångas favorit för sin spelstil och sedan för att fram till 1994 ha varit i flest VM-finaler utan att vinna, 6 stycken.
I slutet av 80-talet klev Stephen Hendry in i bilden. Han kom att dominera 90-talet totalt med 7 VM-titlar. Han tillhörde toppspelarna ända fram tills han avslutade sin karriär efter VM 2012. Stephen Hendry höjde spelet en klass och fick snart efterföljare. Ronnie O'Sullivan, John Higgins och Mark Williams kom fram under 90-talet och bildade tillsammans med Hendry de fyra stora som vann i stort sett alla tävlingar. Vid enstaka tillfällen lyckades någon annan sticka upp som till exempel Ken Doherty eller Peter Ebdon.
På slutet av 1990-talet kom Matthew Stevens och Paul Hunter fram och spåddes som två som skulle ta över efter de fyra stora. Men detta skedde aldrig riktigt trots att Stevens varit i två VM-finaler och Hunter vann tre Masters-titlar (Hunter avled i cancer 2006 28 år gammal). 
I mitten av 00-talet kom flera stora spelare fram, inklusive Mark Selby, Shaun Murphy, Neil Robertson och Ding Junhui. Den som ändå kommit att dominera snookerscenen i modern tid är Ronnie O'Sullivan, med sina 7 VM-titlar och rekord både i flest antal maximumbreaks och flest centuries i professionella sammanhang.

## Historia
Världsrankingen för snooker infördes 1976.

### Rekord
Senast uppdaterad 1 maj 2017
- Flest rankingtitlar: Stephen Hendry, 36 stycken
- Flest century breaks: Ronnie O'Sullivan, 1009 stycken[7]
- Flest maximumbreaks: Ronnie O'Sullivan, 15 stycken[8]
- Högsta break: Jamie Burnett, 148, mot Leo Fernandez.[9]
- Snabbaste maximumbreak: Ronnie O'Sullivan, 5:20 min, 1997 mot Mick Price.[9]
- Snabbaste century: Tony Drago, 3:31 min, 1996 mot John Higgins.[9]
- Snabbaste frame: Tony Drago, 3 min, 1988 mot Danny Fowler.[9]